# Monica Nielsen

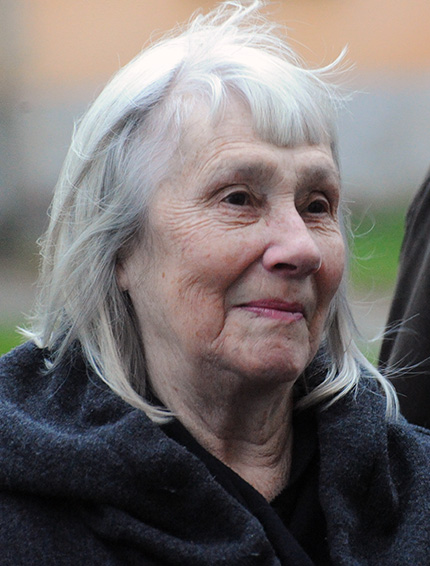
Monica Nielsen (2014)

Monica Nielsen (* 30. November 1937 in Stockholm; † 1. Juni 2025 ebenda) war eine schwedische Schauspielerin und Sängerin.

## Leben
Monica Nielsen wuchs als Tochter des Schauspielerehepaares Peter Lindgren (1915–1981) und Marianne Nielsen (1917–2004) gemeinsam mit ihrem jüngeren Bruder Hans (* 1947) in Stockholm auf, wo sie auch zeitlebens wohnte.
Nach ihrem Schulabschluss absolvierte Nielsen bis Mitte der 1950er-Jahre eine professionelle Schauspielausbildung an einer Schauspielschule in Stockholm. Von 1955 bis 2012 wirkte sie als Schauspielerin vor der Kamera in über 60 Film-und-Fernsehproduktionen mit. Sie war auch als Drehbuchautorin für verschiedene Serien tätig. Daneben spielte sie in mehreren Theaterstücken mit, darunter in West Side Story am Königlichen Dramatischen Theater in Stockholm. Als Sängerin und Musikerin veröffentlichte Nielsen von 1966 bis 2009 insgesamt vier Alben in Schweden.

## Persönliches
Nielsen war zweimal verheiratet. Aus ihrer ersten Ehe stammen ihre beiden Töchter, darunter die Schauspielerin Petra Nielsen (* 1965).
Monica Nielsen starb am 1. Juni 2025 im Alter von 87 Jahren.

## Auszeichnungen
- 2006 – Litteris et Artibus
- 2009 – Guldmasken für die beste weibliche Nebenrolle in einem Musical in My Fair Lady

## Filmografie (Auswahl)
- 1947: Kvarterets olycksfågel
- 1955: Die Neue (Flickan i regnet)
- 1956: Das Lied von der roten Blume (Sången om den eldröda blomman)
- 1964: Henrik IV (Fernsehfilm)
- 1965: Cattorna – verbotene Zärtlichkeiten (Kattorna)
- 1966: Prinzessin (Prinsessan)
- 1967: Bitte Ruhe! Konferenz! (OBS! Sammanträde pågår, Fernsehfilm)
- 1974: Mahagonny (Fernsehfilm)
- 1977: Tabu
- 1977: Der Auftrag (Uppdraget)
- 1987–1989: Varuhuset (Fernsehserie, 44 Folgen)
- 1993: Der Mann auf dem Balkon (Mannen på balkongen)
- 2000: Håkan Nesser – Das grobmaschige Netz (Det grovmaskiga nätet, Miniserie)
- 2001: Pusselbitar (Miniserie)
- 2012: Mord in Fjällbacka: Die Kunst des Todes (Fjällbackamorden: I betraktarens öga, Fernsehreihe)